# Segnes
|  | No s'ha de confondre amb Segni o Sentis. |

Els segnes (llatí Segni) foren un poble dels belgae d'origen germànic, esmentat per Cèsar com a part dels Germani Cisrhenani juntament amb els condruses i altres. Cèsar situa els segnes entre els eburons i els trèvers, a la regió de les Ardenes prop de l'Ourthe i l'Amel. Una vila moderna anomenada Sinei o Signei prop del Mosa, a la província belga de Namur, derivaria el seu nom d'aquesta tribu, com també ho faria la comuna del municipi d'Aywaille Sougné-Remouchamps.
Cèsar va enviar tot el seu l'exèrcit el 53 aC contra Ambiòrix i els eburons, que s'havien revoltat, però Ambiòrix va amagar-se als espessos boscos El terror va escampar-se entre els segnes els condruses van enviar ambaixadors a Cèsar per demanar-li que els considerés amics del poble romà, encara que fossin germànics. Cèsar, per provar els seus sentiments, va manar lliurar tots els refugiats eburons, a canvi de no envair i devastar els seus territoris, al que els dos pobles van accedir.